# St. Elsewhere (альбом)
St. Elsewhere — дебютный студийный альбом американской группы Gnarls Barkley, дуэта Danger Mouse и Си-Ло Грина. Изначально он назывался Who Cares?, так как участники группы ожидали низких продаж альбома. Диск был выпущен 24 апреля 2006 года в Великобритании, где дебютировал на первом месте в UK Album Chart. 9 мая 2006 года пластинка поступила в продажу в США, хотя была доступна на неделю раньше в iTunes Music Store. Диск дебютировал на 20-м месте в Billboard 200 и 5 августа 2006 года достиг пика на четвёртом месте в этом чарте. Первый сингл с альбома «Crazy» стал синглом номер один в Великобритании, занявшем первое место при помощи одних загрузок. К 22 августа 2006 года альбом был отгружен в магазины в количестве 1 млн экземпляров, получив статус золотого диска от RIAA. Всего альбом разошёлся количеством 5,8 миллионов экземпляров во всём мире.

## Реакция критики и награды
Альбом получил в основном положительные отзывы от музыкальных критиков, большинство из которых отметили инновации альбома и высокое качество записи. На Metacritic альбом имеет 81 балл из 100.
В 2007 году альбом получил премию «Грэмми» за лучший альтернативный музыкальный альбом, а также имел номинации в области лучший альбом года и лучшую запись года.

## Список композиций
1. «Go-Go Gadget Gospel» — 2:19
2. «Crazy» — 2:58
3. «St. Elsewhere» — 2:30
4. «Gone Daddy Gone» — 2:28
5. «Smiley Faces» — 3:05
6. «The Boogie Monster» — 2:50
7. «Feng Shui» — 1:26
8. «Just a Thought» — 3:42
9. «Transformer» — 2:18
10. «Who Cares?» — 2:28
11. «Online» — 1:49
12. «Necromancer» — 2:58
13. «Storm Coming» — 3:08
14. «The Last Time» — 3:25
15. «Crazy» (Instrumental) — 3:00 (iTunes bonus track)
16. «Go-Go Gadget Gospel» (Instrumental) — 2:14 (iTunes bonus track)
17. «Transformer» — 2:10 (Amazon MP3 bonus track)
18. «The Boogie Monster» — 2:49 (Amazon MP3 bonus track)